# 羞耻play
羞耻play（日语：羞恥プレイ），是BDSM中的一种，支配者令对象做出羞耻行为并讓對象产生羞耻感，从而使參與者產生性興奮。

## 常见行为
- 服装相关
  - 在公众场合不穿着内衣裤。
  - 在众人面前不穿着衣服。
  - 異歲扮演。
  - 穿着暴露的衣服。
  - 男性穿着女性内衣和裙子，并按女性方式进行化妆。
- 激起羞耻心的游戏
  - 在别人面前进行SM的强迫服从。
  - 在合作伙伴以外的人面前进行性行为。
  - 在众目睽睽下进行性行为。
  - 穿着贞操带。
  - 剃掉阴毛。
- 身体感到耻辱
  - 佩戴口球流口水。
  - 佩戴鼻钩。
  - 忍受排泄物。
  - 在众目睽睽或他人注視下排泄。
  - 佩戴手铐和项圈。
  - 进行束缚。

## 注意
此行為如果公然為之，讓非參與者的多數人看見，且有供人觀覽的意圖，有可能会触犯公然猥亵罪。

## 關聯項目
- 放置play
- 戀尿布
- 動物扮演